# Nejproduktivnější hráč na ZOH
Nejproduktivnější hráč ZOH je udělované ocenění pro nejproduktivnější hráč ZOH v kanadském bodování.
| Rok                         | Vítěz                                                              | Počet bodů |
| ZOH 1964                    | Konstantin Loktěv                                                  | 15 bodů |
| ZOH 1968                    | Anatolij Firsov                                                    | 16 bodů (12 branek + 4 nahrávek)                                                                                            |
| ZOH 1972                    | Valerij Charlamov                                                  | 15 bodů (9 branek + 6 nahrávek)                                                                                             |
| ZOH 1976                    | Vladimir Šadrin                                                    | 10 bodů (6 branek + 4 nahrávky)                                                                                             |
| ZOH 1980                    | Milan Nový                                                         | 15 bodů (7 branek + 8 nahrávek)                                                                                             |
| ZOH 1984                    | Erich Kühnhackl                                                    | 14 bodů (8 branek + 6 nahrávek)                                                                                             |
| ZOH 1988                    | Vladimir Krutov                                                    | 15 bodů (6 branek + 9 nahrávek)                                                                                             |
| ZOH 1992                    | Joe Juneau                                                         | 15 bodů (6 branek + 9 nahrávek)                                                                                             |
| ZOH 1994                    | Žigmund Pálffy                                                     | 10 bodů (3 branky + 7 nahrávek)                                                                                             |
| ZOH 1998                    | Teemu Selänne                                                      | 10 bodů (4 branky + 6 nahrávek)                                                                                             |
| ZOH 2002                    | Mats Sundin                                                        | 9 bodů (5 branek + 4 nahrávky)                                                                                              |
| ZOH 2006                    | Teemu Selänne                                                      | 11 bodů (3 branky + 8 nahrávek)                                                                                             |
| ZOH 2010                    | Pavol Demitra                                                      | 10 bodů (2 branky + 7 nahrávek)                                                                                             |
| ZOH 2014                    | Phil Kessel Erik Karlsson                                          | 8 bodů (5 branky + 3 nahrávek) 8 bodů (4 branky + 4 nahrávek)                                                               |
| ZOH 2018                    | Nikita Gusev                                                       | 12 bodů (4 branky + 8 nahrávek)                                                                                             |
| ZOH 2022                    | Juraj Slafkovský Sakari Manninen Adam Tambellini Teemu Hartikainen | 7 bodů (7 branky + 0 nahrávek) 7 bodů (4 branky + 3 nahrávek) 7 bodů (3 branky + 4 nahrávek) 7 bodů (2 branky + 5 nahrávek) |
| Zdroj na eliteprospects.com |                                                                    | |